# Cogenerazione

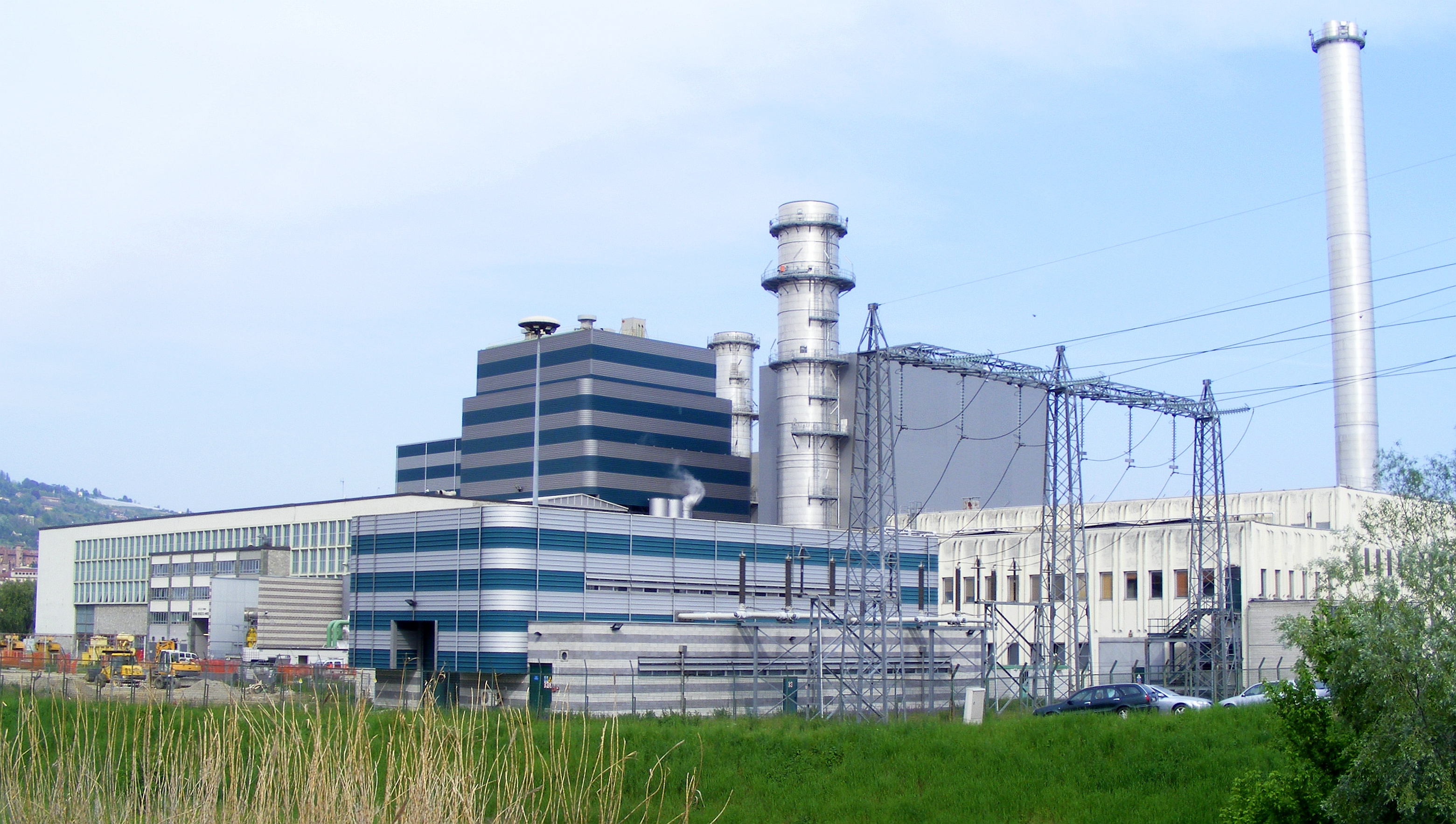
La centrale di cogenerazione di Moncalieri, che fornisce calore alla rete di teleriscaldamento dell'area metropolitana torinese

La cogenerazione è il processo della produzione contemporanea di energia meccanica (solitamente trasformata in energia elettrica) e di calore,  utilizzabile per riscaldamento di edifici e/o per processi produttivi-industriali.

## Introduzione
Lo spettro delle prestazioni di tipo elettrico e termico riguardanti gli impianti di cogenerazione variano da pochi a centinaia di megawatt. Dall'anno 2000 circa sono a disposizione sempre di più sul mercato impianti delle dimensioni di una lavatrice, le cosiddette mini e micro centrali elettriche a cogenerazione per case unifamiliari, piccole imprese e hotel. Nel 2009 è partito un progetto da parte di VW che prevede l'installazione di 100.000 piccoli impianti di cogenerazione, con prestazioni complessive di circa 2 GW.
Solitamente un impianto a cogenerazione è composto da:
- Motore primo;
- Generatore elettrico;
- Impianto motore;
- Recuperatori di calore;

Se si dovessero suddividere per motori primi, potremmo distinguere:
- Impianti turbogas;
- Impianti turbovapore;
- Motori alternativi a combustione interna.

## Un esempio
Un esempio è dato dal funzionamento di un'automobile: la potenza prelevata dall'albero motore è usata per la trazione e la produzione di elettricità, il calore sottratto ai cilindri per il riscaldamento dell'abitacolo e la pressione dei gas di scarico per muovere la turbina di sovralimentazione. Lo sfruttamento di calore e pressione non comporta un aumento dei consumi poiché sono scarti del processo di conversione da energia chimica ad energia meccanica attuato dal motore.
Il loro sfruttamento consente di trasformare l'energia primaria immessa (il combustibile fornisce energia chimica) in forme diverse di energia secondaria prodotta (movimento, calore). Un sistema che opera la cogenerazione è detto co-generatore.
Un esempio in Italia di co-generatore è stato il TOTEM realizzato nel 1973 dall'ing. Mario Palazzetti, del Centro Ricerche Fiat. Questo utilizzava il motore di una Fiat 127 da 903 cm³ opportunamente adattato per funzionare a gas o a biogas ed azionava un alternatore da 15 kW. In seguito la Fiat non ritenne opportuno di investire ulteriormente in questa tecnologia e lasciò cadere il progetto che venne invece poi utilizzato da altre realtà industriali.
Esempi di co-generatori sono il classico motore a combustione interna, che muove il generatore elettrico per produrre energia elettrica e il cui calore prodotto viene usato per scaldare l'ambiente, oppure gli impianti di teleriscaldamento, in cui il calore prodotto da una centrale elettrica viene usato per il riscaldamento civile nella città attigua tramite un vettore che può essere l'acqua.

## Impieghi della cogenerazione
L'energia termica può essere utilizzata per uso industriale o condizionamento ambientale (riscaldamento, raffreddamento).
La cogenerazione viene realizzata in particolari centrali termoelettriche, dove si recuperano l'acqua calda o il vapore di processo e/o i fumi, prodotti da un motore primo alimentato a combustibile fossile (gas naturale, olio combustibile, ecc.) o da combustibili organici non fossili (biomasse, biogas, gas di sintesi, o altro): si ottiene così un significativo risparmio di energia rispetto alla produzione separata dell'energia elettrica (tramite generazione in centrale elettrica) e dell'energia termica (tramite centrale termica tradizionale).
Un particolare campo dei sistemi di cogenerazione è quello della trigenerazione.

## Definizione di efficienza
L'efficienza può essere espressa in diversi modi, che non sempre portano ad un corretto confronto tra i vari impianti. Si illustrano allora le definizioni adottate dall'Environmental Protection Agency (EPA).
L'efficienza di un processo semplice è il rapporto tra energia conservata, al termine del processo, ed energia immessa.
Dato che i sistemi di cogenerazione producono sia elettricità, sia calore, la loro efficienza totale è data dalla somma dell'efficienza elettrica e dell'efficienza termica. Per esempio un impianto che utilizza 100 MWh di metano per produrre 40 MWh elettrici e 40 MWh termici ha un'efficienza elettrica e termica del 40% ed un'efficienza globale dell'80%.
L'EPA usa preferibilmente un'altra definizione di efficienza nota come «efficacia nell'utilizzazione di combustibile», rapporto tra l'uscita elettrica netta ed il consumo di combustibile netto (che non tiene conto del combustibile usato per produrre energia termica utilizzabile, calcolato assumendo un'efficienza specifica della caldaia dell'80%). Il reciproco di questo rapporto è la quantità netta di calore.
Esistono anche altri indici di valutazione delle prestazioni di un impianto cogenerativo: il primo tra tutti è il cosiddetto IRE, indice di risparmio energetico. Tale indice è definito come il rapporto tra la differenza di potenze assorbite dagli impianti singoli per la produzione di energia elettrica e termica separatamente, meno quella assorbita dall'impianto cogenerativo, fratto la potenza assorbita dagli impianti separati essendo questa potenza valutata in termini di combustibile a parità di potenza elettrica e termica prodotta dai rispettivi impianti. Tale indice dà l'idea di quanta energia possa essere risparmiata con tali impianti; è possibile tramite semplici calcoli analitici dimostrare che tale indice è dipendente dai rendimenti di riferimento dei singoli impianti definiti questi ultimi come i rapporti rispettivi tra la potenza elettrica su potenza assorbita e potenza termica su potenza assorbita.
Altri indici importanti sono l'indice elettrico definito come il rapporto tra la potenza elettrica erogata e la potenza termica prodotta del medesimo impianto cogenerativo, il coefficiente di utilizzo inteso come somma dei rapporti tra la potenza elettrica e la potenza assorbita e la potenza termica e quella introdotta.
Tutti questi coefficienti sono però relativi ad un determinato istante intervenendo in essi le potenze, e per questo tali indici sono utili a determinare i valori di targa dell'impianto vale a dire i valori di massime prestazioni di impianto.
Molto spesso conviene riferirsi ad un periodo di tempo finito e valutare gli indici in tale periodo: ciò equivale a valutare gli indici in termini di rapporti energetici più che di potenze, tali valutazioni sono importanti perché permettono di stabilire dove è più conveniente realizzare un dato progetto di impianto cogenerativo, in funzione dei consumi energetici che in tali zone si ottengono.
Infine, l'indice di risparmio economico che è definito come il rapporto tra i costi che si avrebbero comprando energia dall'esterno meno i costi che si hanno comprando combustibile per alimentare l'impianto cogenerativo che si vuole costruire e che produce un'uguale quantità di energia che si vuol comprare, fratto il costo dell'energia che si vuol comprare. Tale indice permette di valutare la convenienza economica che un simile progetto comporta, naturalmente una corretta e completa valutazione economica implica un calcolo di spese per il mantenimento dell'impianto e relativi investimenti.

## L'efficienza energetica della cogenerazione
La cogenerazione è una tecnologia che consente di incrementare l'efficienza energetica complessiva di un sistema di conversione di energia. Ma per spiegarne il motivo occorre analizzare i rendimenti.
Il coefficiente di rendimento è caratteristico per ogni tipo di motore e rappresenta il rapporto tra la resa energetica che ne deriva ed il combustibile introdotto. Nel motore di una automobile indica il rapporto tra i chilometri percorsi e la quantità di idrocarburi introdotti; nei grandi motori per la produzione di energia elettrica il coefficiente indica il rapporto tra chilowattora prodotti e il combustibile consumato.
Questi rapporti sono caratteristici per ogni tipo di motore. Ad esempio i motori di auto a benzina presentano rendimenti che oscillano tra il 20 e il 30 per cento; auto con motori diesel tra il 25 e il 35 per cento, il restante diventa calore disperso.
I grandi motori hanno un'efficienza maggiore e, pur generalizzando molto, si può affermare che per i motori termoelettrici, il coefficiente di rendimento è discretamente alto e può raggiungere un 55%. Ma il medesimo motore quando produce in cogenerazione presenta coefficienti che raggiungono l'85%, perché il potere calorifico del combustibile è utilizzato al meglio, con un'effettiva ottimizzazione dei processi.
Naturalmente gli investimenti per adattare i motori di una centrale termoelettrica alla cogenerazione sono notevoli, ma qualora sia possibile creare una rete di teleriscaldamento, i risultati sono sempre vantaggiosi. Va considerato infatti il periodo di utilizzo di queste macchine, che arriva anche a 30-40 anni.

## Tipologie di impianti cogenerativi

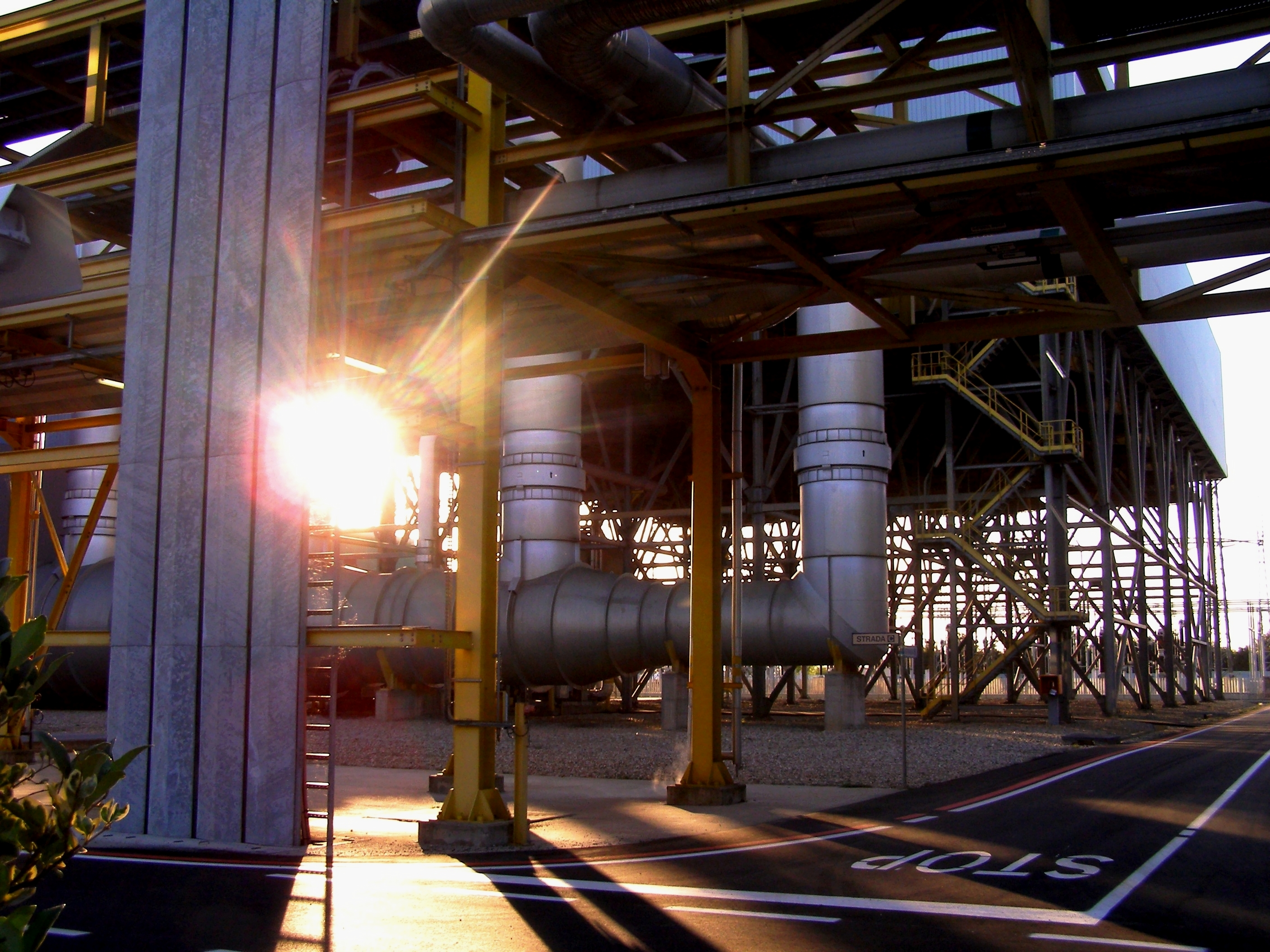
La centrale termoelettrica a cogenerazione di Ferrera Erbognone (PV)

Il più comune esempio di impianto cogenerativo è quello realizzato con turbogas/motore alternativo e caldaia a recupero. I fumi del turbogas o del motore alternativo vengono convogliati attraverso un condotto fumi nella caldaia a recupero. Il recupero può essere semplice, qualora non esista un postbruciatore, o un recupero con postcombustione in caso contrario. I fumi in caldaia permettono di produrre acqua calda, vapore saturo o vapore surriscaldato. Solitamente si utilizza acqua calda per scopi di riscaldamento, vapore saturo per utenze industriali e vapore surriscaldato per turbine a vapore e utenze.
In definitiva si ottiene produzione di energia elettrica attraverso l'alternatore accoppiato al turbogas ed eventualmente attraverso l'alternatore accoppiato al turbovapore, e produzione di energia termica sotto forma di vapore, sfruttato poi dalle utenze connesse.
In presenza di turbovapore si ottiene un ciclo combinato in cui la dispersione energetica è minima e consiste in maggior parte nel calore immesso in atmosfera dai fumi in uscita dalla caldaia a recupero.
Per quanto riguarda il fluido evolvente, questo è solitamente l'acqua che, in molti casi, raggiunge lo stato di vapore surriscaldato, ma in altri può raggiungere temperature non sufficientemente alte. Per questo motivo vi sarà bisogno di scambiatori di calore intermedi per aumentarne la temperatura.
Più raramente il fluido evolvente è l'aria che presenta però il difetto di avere un coefficiente di scambio termico convettivo troppo basso e quindi sono richieste superfici di scambio termico ben più elevate.
Per quanto riguarda i motori a combustione interna, generalmente solo il 33% dell'energia totale disponibile viene trasformata in energia meccanica, il resto in parte perduta a causa dell'irreversibilità presenti nel motore pari ad un altro 33% dell'energia totale ed infine l'ultimo 33% viene emessa nell'ambiente esterno sotto forma di energia termica che va in definitiva perduta.
Per recuperare tale calore altrimenti perduto si utilizzano diversi scambiatori di calore: un primo scambiatore che permette il raffreddamento dell'olio lubrificante, è disponibile a bassa temperatura (non oltre gli 80 °C), un altro scambiatore per il raffreddamento dell'acqua destinata a refrigerare il motore stesso, ed infine un ultimo scambiatore posto allo scarico del motore che permette di innalzare di molto la temperatura del fluido di scambio termico generalmente, come è stato detto, acqua, che per questo ulteriore scambio termico può arrivare allo stato di vapore surriscaldato. Attraverso tali impianti è possibile produrre energia elettrica e termica. A parte il costo degli scambiatori questo non costituisce una complicazione eccessiva di impianto perché tali motori hanno bisogno per funzionare comunque di un sistema di raffreddamento altrimenti si rischia il surriscaldamento del motore stesso.
Infine, fluidi evolventi particolarmente usati sono gli olii diatermici derivati dal petrolio, che hanno la caratteristica di mantenersi liquidi a pressione atmosferica fino a temperature di 300 °C, ed hanno un punto di solidificazione molto inferiore rispetto all'acqua, cosa che impedisce che gelino nelle condotte.

## Piccola cogenerazione e microcogenerazione
La cogenerazione con potenza elettrica inferiore ad 1 MW si definisce piccola cogenerazione,quella con potenza inferiore a 50 kW microcogenerazione, e viene effettuata tramite motori alternativi a combustione interna, microturbine a gas o motori a ciclo Stirling.
La differenza principale tra la piccola cogenerazione e la microcogenerazione consiste nel fatto che nella piccola cogenerazione l'energia termica è un prodotto secondario, mentre la microcogenerazione è diretta principalmente alla produzione di calore e secondariamente di energia elettrica.

### I vantaggi dellapiccola cogenerazione
In estrema sintesi i vantaggi della piccola cogenerazione sono:
- Impiego di energia termica altrimenti inutilizzata, con un conseguente risparmio di combustibile
- Minore inquinamento atmosferico
- Filiera di distribuzione elettrica notevolmente più corta, con una netta riduzione delle perdite sulla linea
- Riduzione delle infrastrutture (centrali e linee elettriche)

## Trigenerazione
La trigenerazione implica la produzione contemporanea di energia meccanica (elettricità), calore e freddo utilizzando un solo combustibile, infatti una centrale di trigenerazione è "in grado di produrre energia elettrica, termica e frigorifera in maniera combinata... garantendo una significativa riduzione dell’uso dei combustibili fossili e delle emissioni di CO2 equivalenti". Si ottiene ciò perché le tradizionali centrali termoelettriche convertono soltanto 1/3 dell'energia del combustibile in elettricità, mentre il resto viene perso sotto forma di calore. Ne consegue l'esigenza di incrementare l'efficienza della produzione elettrica. Un metodo che va in questa direzione è la produzione combinata di calore ed elettricità (nota anche con l'acronimo inglese CHP, da combined heat and power) dove più di 4/5 dell'energia del combustibile è convertita in energia utilizzabile, con benefici sia finanziari che economici.

### I sistemi di trigenerazione
I sistemi di co-trigenerazione possono essere studiati e prodotti per funzionare con qualsiasi fonte primaria di calore.
Questi sistemi oggi sono tecnicamente maturi ed economicamente convenienti per poter essere adottati diffusamente, tra le molteplici configurazioni possibili citiamo:
- sistemi di cogenerazione con combustibili fossili;
- sistemi di trigenerazione con combustibili fossili;
- co-trigenerazione con sistemi termosolari;
- co-trigenerazione con biogas;
- sistemi ibridi di cogenerazione e trigenerazione.

## Cogenerazione di calore con celle a combustibile
Attualmente è possibile produrre idrogeno gassoso dal metano della rete pubblica oppure dal biogas (previa desolforazione, perché l'H2S "avvelena" le membrane a scambio protonico) con un processo di reforming che impiega vapor d'acqua. L'idrogeno è fatto reagire con l'ossigeno atmosferico in una membrana a scambio protonico per produrre corrente elettrica continua. Il calore può essere recuperato per il riscaldamento di ambienti, dell'acqua corrente, disinfezione a getto di vapore, ecc.